# Bacoli
Bacoli  är en kommun i storstadsregionen Neapel, innan 2015 provinsen Neapel,, i regionen Kampanien i Italien. Kommunen hade 26 412 invånare (2017) och gränsar till kommunerna Monte di Procida och Pozzuoli.
Två av kommunens frazioni var viktiga orter under antiken: Misenum (idag Miseno) och Cumae (idag Cuma).